# Discorbinoidella
Discorbinoidella es un género de foraminífero bentónico considerado un sinónimo posterior de Discorbinella de la subfamilia Discorbinellinae, de la familia Discorbinellidae, de la superfamilia Discorbinelloidea, del suborden Rotaliina y del orden Rotaliida. Su especie tipo era Discorbinoides chincaensis. Su rango cronoestratigráfico abarcaba desde el Paleoceno hasta la Actualidad.

## Clasificación
Discorbinoidella incluía a la siguiente especie:
- Discorbinoidella chincaensis